# Höllwand
Höllwand är en bergstopp i Österrike.   Den ligger i distriktet Sankt Johann im Pongau och förbundslandet Salzburg, i den centrala delen av landet, 260 km väster om huvudstaden Wien. Toppen på Höllwand är 1 829 meter över havet.
Terrängen runt Höllwand är huvudsakligen bergig. Närmaste större samhälle är Sankt Johann im Pongau, 8,3 km nordost om Höllwand. 
I omgivningarna runt Höllwand växer i huvudsak blandskog. Runt Höllwand är det ganska glesbefolkat, med 45 invånare per kvadratkilometer.